# Ozero
Ozero (russisk: О́зеро, lit. sø) eller Ozero-kooperativet (fulde navn: дачный потребительский кооператив «Озеро», Datja-forbrugerkooperativet «Ozero») er et kooperativ af datjaer i det nordvestlige Rusland forbundet med Vladimir Putins inderkreds.

## Historie
Datja-kooperativet Ozero blev grundlagt den 10. november 1996 af Vladimir Smirnov (leder), Vladimir Putin, Vladimir Yakunin, Andrej Fursenko, Sergej Fursenko, Yuri Kovalchuk, Viktor Myatjin, og Nikolaj Shamalov. Samfundet forenede deres datjaer i Solovyovka (russisk: Соловьёвка), Priozersk distriktet i Leningrad oblast, på den østlige kyst af søen Komsomolskoje på det Karelske næs nær Sankt Petersborg, Rusland. Det indhegnede samfund ligger mellem landsbyerne Torfjanoje (russisk: Торфяное) i området Melnikovskoje på den nordlige del af søen og Solovyovka i området Plodovskoje på den sydøstlige del af søen. Før 1948 var søen ikke russisk, men finsk og havde navnet Kiimajärvi. 
Vladimir Putin vendte tilbage fra sin KGB stilling i Dresden i begyndelsen af 1990, før den formelle etablering af Ozero-kooperativet, og erhvervede en ejendom ved bredden af Komsomolskoje-søen. Hans datja brændte ned i 1996, men blev genopbygget senere samme år. I 1997 brugte Putin penge fra XX Trust til at betale for et nyt badeværelse i sin to-etagers hytte efter en elektrisk brand i saunaen.
Andre købte mere jord omkring dette område og byggede en række villaer tæt på hinanden for at danne en gated community. Der blev åbnet en bankkonto knyttet til denne andelsforening, som gør det muligt at indbetale og bruge penge af alle kontohavere i overensstemmelse med russisk lov om kooperativer.
I 2012 havde medlemmer af Ozero-kooperativet påtaget sig topstillinger i russisk regering og erhvervsliv og havde opnået stor økonomisk succes.

## Ozero-medlemmer
Tabellen inkluderer påstået nettoformue eller årlig kompensation (I US $)
| Ozero-medlem     | Helt eller delvist ejerskab, bestyrelsesmedlemskaber, bestyrelsesposter fra 2014 | 2013 Påstået nettoværdi eller årlig kompensation |
| ---------------- | --- | ------------------------------------------------ |
| Andrej Fursenko  | Center for Strategisk Forskning Nordvest, Den Russiske Føderations Uddannelses- og Videnskabsminister (2004-2012), til præsidenten for Den Russiske Føderation (2012-nu), honorær konsul for Bangladesh i Skt. Petersborg                                      | Ukendt                                           |
| Sergej Fursenko  | Lentransgaz datterselskab af Gazprom, Gazprom Gas-Motor Fuel, præsident for National Media Group, formand for Ruslands fodboldforbund (2010-2012) | Ukendt                                           |
| Yuri Kovalchuk   | Bank Rossija og dets datterselskaber (f.eks. medejer af National Media Group), Center for Strategisk Forskning Nordvest, honorær konsul for Thailand i St. Petersborg                                                                                          | $1,4 mia. nettoformue                            |
| Viktor Myatjin   | Tidligere generaldirektør for Bank Rossiya (1995-1998, 1999-2004), administrerende direktør for investeringsselskabet "Abros", et datterselskab af Rossiya Bank (2004-nu): Dette investeringsselskab ejer 51 % af Согаз, et stort forsikringsselskab i Rusland | Ukendt                                           |
| Vladimir Putin   | Ruslands præsident | se Personlig rigdom                              |
| Nikolaj Shamalov | Vyborg skibsværft, Bank Rossija, Gazprombank | $500 mio. nettoformue                            |
| Vladimir Smirnov | Techsnabexport (2002-i dag) | Ukendt                                           |
| Vladimir Yakunin | Deputeret transportminister (2000-nu), præsident for Ruslands Jernbaner (2005-2015) | $15 mio årsløn                                   |